# Pavel Popescu
Pavel Popescu (n. 17 iunie 1987, Timișoara, România, Timișoara, România) este un politician român, economist și membru al Camerei Deputaților din România din 2016. A deținut președinția Comisiei pentru apărare, ordine publică și siguranță națională în 2022, iar în prezent este membru al aceleiași comisii. În perioada 2016-2020, a fost reprezentantul circumscripției electorale a județului Timiș în Parlamentul României, iar în 2020 a candidat și a câștigat mandatul de deputat de București. 
A fost unul dintre românii care au decis să emigreze în Norvegia, lucrând în industria construcțiilor ca simplu muncitor și apoi ca șef de echipă. În același timp, a dobândit experiență profesională în domeniul IT, oferind consultanță companiilor din domeniu. În 2016, în urma tragediei de la Colectiv, a decis să se întoarcă în România pentru a-și servi țara. 
Activ în sfera diplomației parlamentare și în promovarea unor proiecte strategice pentru consolidarea poziției României în NATO și UE, Popescu este unul dintre cei mai vocali parlamentari care pledează pentru consolidarea parteneriatului României cu Statele Unite și pentru combaterea influenței Chinei în regiunea Mării Negre. Printre proiectele pe care le-a promovat se numără legea care interzice participarea operatorilor conectați la Partidul Comunist Chinez la licitațiile pentru rețelele 5G din România și implementarea screening-ului pentru investițiile străine printr-o instituție inspirată din modelul CFIUS.

## Biografie
Pavel Popescu s-a născut la 17 iunie 1987 la Timișoara. Studiile liceale le-a făcut la Liceul de Informatică „Grigore Moisil” din Timișoara,. A urmat cursurile Facultății de Economie și de Administrare a afacerilor la Universitatea de Vest din Timișoara (2008-2011), specializarea informatică economică (trei ani, conform CV-ului personal), iar apoi pe cele ale Facultății de Științe Economice, Informatică și Inginerie „Vasile Goldiș” din Arad (2011-2014), specializarea administrarea afacerilor, unde este licențiat ca economist. A mai participat la un program de leadership desfășurat de Aspen Institute Romania.
S-a înscris la cursurile de master în anul 2018 și a primit bursă de studii conform datelor înscrise în declarația de avere depusă în anul 2019. A declarat o bursă de studii și declarația de avere depusă în 2020, aferentă anului 2019. Cu toate acestea, a recunoscut că nu a avut timp să participe la cursurile masterale de la Universitatea de Vest și a abandonat programul
În timpul studiilor, a fost voluntar și președinte al asociației studențești creștine AMICUS, o organizație internațională care oferă oportunități de dezvoltare personală și, în același timp, satisface nevoile sociale ale unei comunități.  
Între 2008 și 2011 a lucrat în România ca manager proiect (2008), specialist vânzări (2008-2009), intermediar contracte leasing (2009-2010) și consultant proiect IT (2010-2011). Din 2012 până în 2016 a lucrat în Norvegia ca muncitor, lider de echipă, consultant business și administrator. 
Imediat după incendiul de la Colectiv, Pavel Popescu a solicitat ajutorul Spitalului de Arși din Bergen (Norvegia) pentru transportul și tratarea victimelor dezastrului. Specialiștii norvegieni au intrat în contact cu Dorel Săndesc, secretar de stat în Ministerul Sănătății la acea vreme, dar și cu alți medici din Marea Britanie și Finlanda. Echipa medicală a ajuns în România la 12 ore de la demersul lui Popescu.

## Activitate politică

### Implicarea în Partidul Național Liberal
Membru al PNL din 2016, Pavel Popescu s-a implicat în activitatea filialei Timiș până în 2019, când a fost solicitat să preia președinția interimară a filialei sectorului 4, București. A fost reales în 2021 la conducerea acestei filiale.
La Congresul PNL din septembrie 2021, a fost ales vicepreședinte al partidului și responsabil cu portofoliul de comunicare, IT și digitalizare Pavel Popescu este un politician de centru-dreapta, pro-UE, cunoscut pentru pozițiile sale în favoarea consolidării pieței libere, a inițiativei private, a parteneriatului strategic cu Statele Unite ale Americii, a consolidării sistemului național de apărare și a poziției României pe flancul estic al NATO.

### Primul mandat
Pavel Popescu a fost invitat de PNL să candideze la alegerile parlamentare din 2016, pentru un post de deputat în Timiș. Popescu a obținut postul de deputat după redistribuiri.
În decursul mandatului de deputat, Pavel Popescu a avut 120 de luări de cuvânt în 88 de ședințe, 9 declarații politice, 8 declarații politice depuse în scris, 81 de inițiative legislative dintre care 16 au fost promulgate, 339 de întrebări și interpelări și 25 de moțiuni. A făcut parte din Comisia pentru muncă și protecție socială și din Comisia pentru sănătate și familie, precum și din Comisia parlamentară de anchetă pentru investigarea eventualelor nereguli și fraude semnalate în spațiul public cu ocazia deplasării muncitorilor sezonieri români la cules de sparanghel. Este secretar al Comisiei pentru tehnologia informației și comunicațiilor și membru al Comisiei pentru buget, finanțe și bănci. A fost președinte al Grupului parlamentar de prietenie cu Regatul Norvegiei, membru supleant al Delegației Parlamentului României la Adunarea Parlamentară a NATO și membru al Grupului Ecumenic de Rugăciune. 
Îndeplinește funcția președinte al PNL Sector 4 și pe cea de vicelider al Grupului Parlamentar al Partidului Național Liberal. Mai este membru al Rețelei Parlamentare a Organizației pentru Cooperare și Dezvoltare Economică.
În cadrul PNL a fost președinte al Comisiei pentru Comunicații și Societatea Informațională.
În calitate de politician, Pavel Popescu s-a concentrat pe zona de digitalizare a sistemului public și infrastructură digitală. A organizat și a participat la discuții cu specialiști și factori de decizie din străinătate în ceea ce privește implementarea sistemelor de comunicații 5G. Împreună cu Robert Blair, Director of Policy and Strategic Planning la Departamentul de Comerț al SUA a participat la dezbaterea „Understanding Chinese 5G Security Threats” organizată de Parliamentary Intelligence Security Forum.
La 5 martie 2019, Pavel Popescu anunțat că PNL va cere declanșarea unei anchete publice privind contribuția Huawei la infrastructura critică a României și va încerca să interzică participarea companiei chineze la dezvoltarea rețelei 5G din cauza potențialelor riscuri de securitate. În urma acestei declarații, publicația „Sputnik” a cerut intervenția procurorilor și părerea serviciilor de intelligence despre acest lucru.
A cerut, de asemenea, blocarea investițiilor chineze în domenii strategice și condiționarea strictă strictă a lor în alte domenii, pe teritoriul statului român. Popescu este un susținător al proiectului de lege privind tehnologia 5G.
Este considerat artizanul operaționalizării Autorității pentru Digitalizarea României.
Popescu a participat la Forumul Parlamentar Transatlantic, organizat de Adunarea Parlamentară a NATO în două rânduri: pe 4-12 decembrie 2019, când a luat parte și la Forumul Parlamentar pentru Securitate și Intelligence și la o serie de întâlniri bilaterale cu experți și oficiali ai SUA precum și pe 12-14 decembrie 2017.
În iulie 2018 s-a implicat în transferul în Belgia a doi mineri care au suferit arsuri multiple într-un accident de muncă.
În octombrie 2018 s-a implicat în transferul unui tânăr cu arsuri multiple în Belgia. Tânărul era victima unei explozii care a avut loc la Piatra Neamț.
La 11 noiembrie 2019, Popescu a fost propus ministru al Transporturilor sau al Comunicațiilor de către PNL. Propunerea nu a fost agreată.

### Al doilea mandat
În 2020, Pavel Popescu a candidat pentru un nou mandat de deputat în circumscripția București. Popescu este membru al Comisiei pentru apărare, ordine publică și siguranță națională din Camera Deputaților, pe care a prezidat-o din februarie până în septembrie 2022. De asemenea, este activ în Comisia pentru tehnologia informației și comunicațiilor și în Grupul de rugăciune ecumenică. 
Este membru supleant al delegației parlamentare a României la NATO și președinte al grupului de prietenie cu Regatul Norvegiei. 
În iulie 2022, a organizat la București cea de-a 22-a ediție a Parliamentary Intelligence Security Forum cu tema Războiul din Ucraina - remodelarea hărții securității globale. Evenimentul a reunit sute de parlamentari naționali și internaționali, miniștri, oficiali guvernamentali, experți în informații, apărare și securitate, precum și reprezentanți ai mediului academic, de afaceri și ai societății civile pentru a dezbate aspecte cheie privind contextul de securitate pe flancul estic al NATO și nu numai.
Popescu este un susținător al modernizării legislației privind securitatea națională pentru a face față noilor provocări de securitate din țară și din regiune. 
În Parlament, este promotorul unui proiect de lege pentru crearea unei structuri similare cu CFIUS din Statele Unite pentru monitorizarea investițiilor străine. 
În contextul războiului din Ucraina provocat de Federația Rusă, a interpelat Guvernul pe tema expulzării diplomaților ruși de pe teritoriul României. 

Este una dintre cele mai radicale voci ale Parlamentului pe tema influenței Chinei în regiune, adoptând o serie de poziții precum:
Deputatul PNL Pavel Popescu anunță că va depune un proiect de lege privind blocarea tuturor investițiilor companiilor chineze în domenii strategice pentru următorii 10 ani. El face apel la politicieni, la instituțiile statului și la jurnaliști "să conștientizeze măcar în ceasul al doisprezecelea pericolul pe care îl reprezintă conducerea comunistă a Chinei de azi pentru economia, unitatea și sănătatea statului român".
A fost inițiatorul proiectului de lege pentru declararea zilei de 11 iulie drept Ziua Națională a Prieteniei Româno-Americane, precum și al proiectului de lege pentru autorizarea Guvernului României de a dona 3 milioane de euro Muzeului Memorial VOC (Victims of Communism Memorial) din Washington DC.

## Controverse
La 21 noiembrie 2019, Pavel Popescu a solicitat companiei Huawei să „înceteze orice tentativă de intimidare directă sau indirectă” la adresa sa. Huawei România s-a declarat surprinsă de declarația lui Popescu, invitându-l la o întâlnire de clarificare a aspectelor ridicate de postarea sa și declarând „o politică de toleranță zero față de un astfel de comportament precum cel descris de domnul deputat Pavel Popescu”.

## Viață personală
Pavel Popescu este căsătorit cu Josepha Ortiz Popescu și are un copil.
Vorbește fluent norvegiana și engleza. 